# غاري شوستر
غاري شوستر (بالإنجليزية: Gary Schuster)‏ هو كيميائي أمريكي، ولد في 6 أغسطس 1946 في نيويورك في الولايات المتحدة.
كان غاري الرئيس المؤقت لمعهد جورجيا للتكنولوجيا وهو المنصب الذي شغله منذ الأول من يوليو عام 2008 وبقي في ذلك المنصب حتى الأول من أبريل في عام 2009 حيث عيّن جورج بيترسون رئيسا دائما للمعهد، ولا يزال شوستر يشغل «مقعد فاسر وولي» للكيمياء والكيمياء الحيوية.